# Liste der Bodendenkmale in Teichland
In der Liste der Bodendenkmale in Teichland sind alle Bodendenkmale der brandenburgischen Gemeinde Teichland und ihrer Ortsteile aufgelistet. Grundlage ist die Veröffentlichung der Landesdenkmalliste mit dem Stand vom 31. Dezember 2020.
Die Baudenkmale sind in der Liste der Baudenkmale in Teichland aufgeführt.
|    | Gemarkung         | Flur | Kurzansprache                                                                                  | Bodendenkmalnummer | Bemerkung | Bild |
| -- | ----------------- | ---- | ---------------------------------------------------------------------------------------------- | ------------------ | --------- | ---- |
| 1  | Bärenbrück (Lage) | 2    | Siedlung Bronzezeit, Siedlung Neolithikum, Siedlung Eisenzeit, Rast und Werkplatz Mesolithikum | 120108             |           |      |
| 2  | Bärenbrück (Lage) | 2    | Dorfkern deutsches Mittelalter, Dorfkern Neuzeit                                               | 120109             |           |      |
| 3  | Maust (Lage)      | 2    | Dorfkern Neuzeit, Dorfkern deutsches Mittelalter                                               | 120149             |           |      |
| 4  | Maust (Lage)      | 2, 6 | Mühle Neuzeit, Mühle deutsches Mittelalter                                                     | 120150             |           |      |
| 5  | Neuendorf (Lage)  | 5    | Siedlung Eisenzeit, Siedlung Bronzezeit                                                        | 120049             |           |      |
| 6  | Neuendorf (Lage)  | 5, 6 | Rast- und Werkplatz Mesolithikum                                                               | 120429             |           |      |
| 7  | Neuendorf (Lage)  | 5    | Siedlung Eisenzeit, Siedlung Bronzezeit                                                        | 120430             |           |      |
| 8  | Neuendorf (Lage)  | 2    | Dorfkern Neuzeit                                                                               | 120431             |           |      |
| 9  | Neuendorf (Lage)  | 5    | Siedlung Eisenzeit, Siedlung Bronzezeit                                                        | 120432             |           |      |
| 10 | Neuendorf (Lage)  | 5, 6 | Siedlung Eisenzeit, Siedlung Bronzezeit                                                        | 120433             |           |      |